# 4301 Boyden
För andra betydelser, se Boyden.
4301 Boyden eller 1966 PM är en asteroid i huvudbältet, som upptäcktes 7 augusti 1966 av Boyden-observatoriet. Den är uppkallad efter observatoriets grundare, den amerikanske ingenjören Uriah A. Boyden.
Asteroiden har en diameter på ungefär 13 kilometer och den tillhör asteroidgruppen Themis.